# Gerard Fraser
Gerard John Fraser (Rangiora, 5 novembre 1978) è un allenatore di rugby a 15 ed ex rugbista a 15 neozelandese che giocava nel ruolo di mediano d'apertura.

## Biografia
Cresciuto in patria al Crusaders, nel 2002 si trasferì in Europa giocando tra Italia e Francia. Vinse due volte il Campionato italiano con Calvisano, nel 2005, dove venne eletto miglior giocatore, e nel 2008. Concluse la sua esperienza in Italia contribuendo alla salvezza dell'Aquila nel campionato 2009-10.
Fu in Francia giocando per Bayonne, Bordeaux Bègles e Béziers, infine fu al Grasse nel 2013 e l'anno successivo ne divenne l'allenatore. Nel 2015 fu ingaggiato dal Provenza in qualità di allenatore dei tre quarti, impegno che conservò fino al 2018 quando passò al Vannes.

## Palmarès
- Campionati italiani: 2
Calvisano: 2004-05, 2007-08
- Coppe Italia: 1
Calvisano: 2003-04